# 모리스 코스텔로
모리스 코스텔로(Maurice George Costello, 1877년 2월 22일 ~ 1950년 10월 29일)는 미국의 영화 감독, 각본가, 연극 배우, 영화배우이다.

## 영화
- 두 베리 워즈 어 레이디 (1943년)
- 더 글래스 키 (1942년) - 카드 플레이어 역
- 천국의 사도 조단 (1941년)
- 인간 에디슨 (1940년)
- 시 호크 (1940년)
- 데어 댓 우먼 어게인 (1939년)
- 스미스씨 워싱톤 가다 (1939년)
- 포효하는 20년대 (1939년)
- 리어 왕 (1909년)
- 리차드 3세 (1908년)